# Drepanococcus magnospinus
Drepanococcus magnospinus är en insektsart som först beskrevs av Mamet 1959.  Drepanococcus magnospinus ingår i släktet Drepanococcus och familjen skålsköldlöss.
Artens utbredningsområde är Madagaskar. Inga underarter finns listade i Catalogue of Life.